# 潘基夫卡 (盧漢斯克區)
48°42′6″N 39°21′5″E / 48.70167°N 39.35139°E
潘基夫卡（羅馬化：Pankivka）是位於烏克蘭東部的村莊，由盧甘斯克州卢甘斯克区的卢汉斯克市镇負責管轄。該村始建於1780年，面積0.49平方公里，海拔高度55米，2001年人口34，人口密度每平方公里70人。